# UFC Live: Hardy vs. Lytle
UFC Live: Hardy vs. Lytle（ユーエフシー・ライブ：ハーディー・バーサス・ライトル、別名UFC on Versus 5）は、アメリカ合衆国の総合格闘技団体「UFC」の大会の一つ。2011年8月14日、ウィスコンシン州ミルウォーキーのブラッドリー・センターで開催された。

## 大会概要
本大会ではダン・ハーディーと引退を表明したクリス・ライトルによるウェルター級ワンマッチが組まれた。
キャリア8戦全勝のジミー・ヘッテスがUFCデビュー。

## 試合結果

### プレリミナリーカード
第1試合 バンタム級ワンマッチ 5分3R
○  エドウィン・フィゲロア vs.  ジェイソン・ラインハート ×
2R 0:50 TKO（パウンド）
第2試合 ライト級ワンマッチ 5分3R
○  ジェイコブ・ヴォルクマン vs.  ダニー・カスティーリョ ×
3R終了 判定3-0（29-28、29-28、29-28）
第3試合 ライト級ワンマッチ 5分3R
○  コール・ミラー vs.  TJ・オブライエン ×
2R 2:38 ギロチンチョーク
第4試合 フェザー級ワンマッチ 5分3R
○  ジミー・ヘッテス vs.  アレックス・カセレス ×
2R 3:12 リアネイキドチョーク
第5試合 ライトヘビー級ワンマッチ 5分3R
○  ホニー・マルケス vs.  カーロス・ヴェモラ ×
3R終了 判定3-0（30-27、30-27、30-27）
第6試合 ミドル級ワンマッチ 5分3R
○  エド・ハーマン vs.  カイル・ノーク ×
1R 4:15 ヒールフック
第7試合 バンタム級ワンマッチ 5分3R
○  ジョセフ・ベナビデス vs.  エディ・ワインランド ×
3R終了 判定3-0（30-27、30-27、30-27）
第8試合 ミドル級ワンマッチ 5分3R
○  ジャレッド・ハマン vs.  CB・ダラウェイ ×
2R 3:38 TKO（パウンド）

### メインカード
第9試合 ウェルター級ワンマッチ 5分3R
○  ドゥエイン・ラドウィック vs.  アミール・サダロー ×
3R終了 判定3-0（29-28、29-28、29-28）
第10試合 ライト級ワンマッチ 5分3R
○  ドナルド・セラーニ vs.  チャールズ・オリベイラ ×
1R 3:01 TKO（パウンド）
第11試合 ライト級ワンマッチ 5分3R
○  ベン・ヘンダーソン vs.  ジム・ミラー ×
3R終了 判定3-0（30-27、29-28、30-26）
第12試合 ウェルター級ワンマッチ 5分3R
○  クリス・ライトル vs.  ダン・ハーディー ×
3R 4:16 ギロチンチョーク

### 各賞
ファイト・オブ・ザ・ナイト： クリス・ライトル vs. ダン・ハーディー
ノックアウト・オブ・ザ・ナイト： ドナルド・セラーニ
サブミッション・オブ・ザ・ナイト： クリス・ライトル
各選手にはボーナスとして65,000ドルが支給された。